# Georg Oechsner
Georg Oechsner (ur. w 1757, zm. 1 lutego 1829 we Lwowie) – baron, tajny radca, prezes lwowskiego sądu krajowego w latach 1807–1808 mianowany rektorem Uniwersytetu Lwowskiego, gubernator Galicji od kwietnia do lipca 1815. Pochowany wraz z rodziną na Cmentarzu Gródeckim we Lwowie. Nagrobek w kształcie kamiennej kolumny był zachowany do 1908.